# Tetsujin 28
Tetsujin 28 (鉄人２８号?, Tetsujin niju-hachigo) è un film del 2004 diretto da Shin Togashi.
Si tratta dell'adattamento live action dell'anime Super Robot 28, con Sōsuke Ikematsu nel ruolo del protagonista.

## Trama
La storia è ambientata in epoca moderna, pur basandosi sulla vicenda originale; tutta l'attenzione viene qui focalizzata sul giovanissimo eroe Shotaro, un ragazzino che vive solo con la madre. Il padre, uno scienziato di fama, è difatti scomparso in circostanze misteriose.
La madre fa la cuoca e Shotaro ha qualche difficoltà ad inserirsi con profitto nell'ambiente scolastico. Un giorno un terribile mostro meccanico appare e comincia a distruggere l'intera città, mettendo a ferro e fuoco tutte le abitazioni ed uccidendo le persone.
Il padre, assieme al nonno di Shotaro, lavorano segretamente ad un progetto risalente all'epoca della seconda guerra mondiale e che ha come obiettivo la costruzione di un gigantesco robot; il suo prototipo finale, chiamato Tetsujin 28, è l'unica forza a disposizione dell'umanità in grado di fermare i nemici provenienti dallo spazio.
Shotaro è l'unico che sembra essere in grado di controllare Tetsujin 28.